# Bryggja
Bryggja är en tätort i Stads kommun i Vestland fylke i västra Norge. Orten ligger där riksväg 15 möter fylkesväg 61, på norra sidan av Nordfjorden.
Tidigare har orten tillhört dåvarande Vågsøy kommun i Sogn og Fjordane fylke.